# Зассен (Німеччина)
Зассен (нім. Sassen) — громада в Німеччині, розташована в землі Рейнланд-Пфальц. Входить до складу району Вульканайфель. Складова частина об'єднання громад Кельберг.
Площа — 3,33 км2. Населення становить 92 ос. (станом на 31 грудня 2020).